# Кон сир Артиби
Кон сир Артиби (фр. Comps-sur-Artuby) насеље је и општина у Француској у региону Прованса-Алпи-Азурна обала, у департману Вар која припада префектури Драгињан.
По подацима из 2011. године у општини је живело 313 становника, а густина насељености је износила 4,93 становника/km². Општина се простире на површини од 63,49 km². Налази се на средњој надморској висини од 900 метара (максималној 1.178 m, а минималној 736 m).

## Демографија
| 1962. | 1968. | 1975. | 1982. | 1990. | 1999. | 2011. |
| ----- | ----- | ----- | ----- | ----- | ----- | ----- |
| 202   | 242   | 206   | 271   | 272   | 280   | 313   |

График промене броја становника у току последњих година